# Rock Noc
Rocknoc – polski program muzyczny nadawany w TVP2 w latach 1991–1995. Zawartością audycji były koncerty, wywiady i występy najpopularniejszych wówczas na polskiej scenie artystów. Wśród twórców goszczących w programie byli m.in. Closterkeller, IMTM, Dżem, Apteka, Wilki, She, Oczi Cziorne, Golden Life, Proletaryat, IRA, Illusion, Jezus Chrystus Oi!, Dezerter, Kolaboranci, Armia, Dodna, Blues Flowers, SIWY, Defekt Muzgó, RICARDO, Hot Water, Crazy Crass, Falarek Band i wielu innych.
Program prowadzony był przez Piotra Klatta i Jarosława Janiszewskiego.
W 1995 roku audycję zastąpiono pasmem Art Noc (późn. także pod nazwą: „Wieczór artystyczny”), nadawanym aż do 2007 roku, który był poświęcony różnym rodzajom szeroko pojętej sztuki nowoczesnej, a później także muzyce.